# Platteville Municipal Airport

i7
i11
i13
Der Platteville Municipal Airport (IATA: -, ICAO: KPVB) ist der Flugplatz der Stadt Platteville im Grant County im Südwesten des US-amerikanischen Bundesstaates Wisconsin. Er liegt 6,6 km südöstlich der Stadt. Die Stadt Platteville ist Eigentümer und Betreiber des Flugplatzes.

## Lage
Der Platteville Municipal Airport liegt unweit des Mississippi, der die Grenze zu Iowa bildet. Rund 3 km nördlich kreuzen die vom Flugplatz gemeinsam zur Stadt Platteville führenden Wisconsin Highways 80 und 81 den zum Freeway ausgebauten U.S. Highway 151.

## Ausstattung
Der Platteville Municipal Airport hat eine Gesamtfläche von rund 216 Hektar und ist täglich von 7:30 Uhr bis 17:30 (von April bis September 19:30 Uhr) geöffnet. Er verfügt über einen Abfertigungsterminal und zwei Landebahnen mit Asphaltbelag. 
Zur Einrichtung gehört ein Ungerichtetes Funkfeuer (Frequenz: 203 kHz, Kennung: PVB).

## Flugzeuge
Auf dem Flugplatz sind insgesamt 22 Luftfahrzeuge stationiert. Davon sind 20 einmotorige und eine mehrmotorige Propellermaschinen sowie ein Hubschrauber. Es gibt täglich 43 Flugbewegungen.